# Cherubina de Gabriak
Cherubina de Gabriak (tiếng Nga: Черубина де Габриак) là bút danh của Elisaveta Ivanovna Dmitrieva (Елизавета Ивановна Дмитриева, 31 tháng 3 năm 1887 – 5 tháng 12 năm 1928), nữ nhà thơ Nga thế kỷ bạc. Nhà văn Aleksei Tolstoy gọi Cherubina de Gabriak "là một trong những gương mặt kỳ diệu và đau buồn nhất của văn học Nga".

## Tiểu sử
Cherubina de Gabriak sinh ở Saint Petersburg, trong một gia đình quý tộc. Bố chết sớm vì bệnh lao phổi, Cherubina de Gabriak lên 7 tuổi cũng mắc bệnh này và hậu quả là bị bệnh đi cà nhắc suốt đời. Năm 1904 tốt nghiệp trường gymnazy, năm 1908 tốt nghiệp Đại học sư phạm, chuyên ngành lịch sử trung đại và văn học trung cổ Pháp. Sau đấy bà tiếp tục theo học về văn học Tây Ban Nha và tiếng Pháp cổ ở Đại học Saint Petersburg và Đại học Sorbonne, làm quen với Nicolai Gumilyov ở Pháp.
Sau khi trở về Saint Petersburg bà dạy ngôn ngữ ở trường gymnazy chỉ dành cho phái nữ, in thơ dịch từ tiếng Tây Ban Nha ở các tạp chí và trở thành bạn thân của nhà thơ Maximilian Alexandrovich Voloshin. Mùa hè năm 1909 Cherubina de Gabriak đến trại sáng tác dành cho văn nghệ sĩ của Maximilia Voloshin ở Koktebel (vùng Krym). Chính nơi đây đã sinh ra ý tưởng dùng bút danh Cherubina de Gabriak và ý tưởng văn học mê hoặc của một nữ sĩ, người đẹp Công giáo bí ẩn. Từ năm 1909 thơ của bà thường xuyên được in ở tạp chí Apollo và có được sự thành công vang dội trên văn đàn, được các nhà thơ nổi tiếng đương thời như Innokentiy Fyodorovich Annensky và Vyacheslav Ivanovich Ivanov đánh giá cao.
Cuối năm 1909 nhà thơ Mikhail Alekseevich Kuzmin tìm hiểu sự thật của hiện tượng Cherubina de Gabriak và sự việc trở thành một xì-căng-đan. Năm 1911 Cherubina de Gabriak đi lấy chồng và thường xuyên đi du lịch ở Đức, Thụy Sĩ, Phần Lan, Gruzia. Năm 1921 bà cùng với chồng phải rời Petrograd về Ekaterinoda. Ở đây bà làm quen với Samuil Marshak và cùng sáng tác kịch cho thiếu nhi.
Năm 1926 bà bị đày về Taskent. Thời gian này bà vẫn tiếp tục sáng tác và dịch thuật. Cherubina de Gabriak mất ngày 5 tháng 12 năm 1928 ở Taskent vì bệnh ung thư phổi.

## Một số bài thơ
| Anh còn nhớ vườn xưa Anh còn nhớ vườn xưa, nơi lần đầu tiên Anh thổ lộ với em trong một ngày đầy nắng Những cây thông non, những cây đoạn dịu dàng Trải lên cát chiếc bóng dài đứt quãng. Đấy chỉ một khoảnh khắc và rồi vụt biến Anh cầm tay em – em rảo bước cùng anh Ngày tháng bảy với ta mỉm cười âu yếm Hai đứa mình – anh ở trong trái tim em. Anh còn nhớ vườn xưa, bây giờ hoa lại nở Như ngày ấy trong mơ cho hai đứa chúng mình Nhưng lời đã quên, lời hạnh phúc ngày cũ Thì anh đã không còn nhắc lại cùng em. Gửi Makovsky Những bông hoa của anh… những bông hoa từ người bạn Những bông hoa Tây Ban Nha yêu dấu của em. Em khoanh chúng bằng đường giới hạn tròn Một giấc mơ của mình rất sầu thảm. Em làm say mê bằng ánh mắt đau buồn Mười hai bông hoa cẩm chướng đang rực lửa Để trước mắt em, bên những bông hoa đó Từ bóng tối hiện về hình bóng của anh. Và em sẽ nói… ồ không, không cần Vì em không biết đến những lời lặng lẽ. Và trong giây phút này em rất vui vẻ Trước vẻ lặng im của hoa cẩm chướng dịu dàng. Những bông hoa màu tím Những bông hoa gia sấy khô màu tím Mà mỗi ngày anh mang đến tặng em Ôi những bông hoa ngây thơ sầu thảm Những bông hoa của mối tình anh! Đầu óc mê muội của anh không hiểu Khoa học thanh tao, tinh tế của tình Cái miệng nhỏ của em làm cho méo Cả nụ cười chán ngắt của em. Anh đã từng say mê dịu ngọt Thuốc độc xưa của những hồn em Nhưng em bằng ánh mắt mỏi mệt Làm tàn phai những bông hoa không cần. Bản dịch của Nguyễn Viết Thắng | Ты помнишь старый сад Ты помнишь старый сад, где ты сказал впервые Мне про любовь свою в июльский светлый день, И ветви нежных лип, и сосны молодые Бросали на песок прерывистую тень. То был лишь миг один, и скоро он промчался. Ты руку взял мою, — мы шли с тобой вдвоем, — И день, июльский день, нам нежно улыбался, И были мы одни, — ты в сердце был моем. Ты помнишь старый сад, теперь цветет он снова, Как некогда он цвел для нас в блаженном сне, — Но тех забытых слов, слов счастия былого Ты не повторишь мне. С. Маковскому Твои цветы... цветы от друга, Моей Испании цветы. Я их замкну чертою круга Моей безрадостной мечты. Заворожу печальным взглядом Двенадцать огненных гвоздик, Чтоб предо мною с ними рядом Из мрака образ твой возник. И я скажу... но нет, не надо,- Ведь я не знаю тихих слов. И в этот миг я только рада Молчанью ласковых цветов. Темно-лиловые фиалки Мне каждый день приносишь ты, О, как они наивно-жалки, Твоей влюбленности цветы! Любви изысканной науки Твой ум ослепший не поймет, И у меня улыбкой скуки Слегка кривится тонкий рот. Моих духов старинным ядом Так сладко опьянялся ты, Но я одним усталым взглядом Гублю ненужные цветы. |